# Batalla de Chujúyiv
La batalla de Chujúyiv fue un enfrentamiento militar entre las Fuerzas Armadas de Rusia y las Fuerzas Armadas de Ucrania sobre la ciudad de Chujúyiv.

## Batalla
Los ataques aéreos rusos golpearon Chujúyiv el 24 de febrero, incluida una base aérea y también un complejo de apartamentos y un niño de 14 años murió y una mujer resultó herida. Las fuerzas rusas entraron en la ciudad el 25 de febrero. Rusia siguió enviando ataques aéreos hasta el 7 de marzo, cuando Ucrania contraatacó a los rusos fuera de la ciudad, y supuestamente mató a dos comandantes, aunque esto no ha sido verificado. Todavía hay combates de bajo nivel en el norte de la ciudad.